# Pterynotus
Pterynotus là một chi ốc biển, là động vật thân mềm chân bụng sống ở biển thuộc họ Muricidae, họ ốc gai.

## Các loài
Các loài thuộc chi Pterynotus bao gồm:
- Pterynotus alatus (Röding, 1798)[2]
- Pterynotus albobrunneus Bertsch & D'Attilio, 1980[3]
- Pterynotus atlantideus Bouchet & Warén, 1985[4]
- Pterynotus bednalli (Brazier, 1878)[5]
- Pterynotus brianbaileyi Mühlhäusser, 1984[6]
- Pterynotus concavopterus Kosuge, 1980[7]
- Pterynotus crauropterus Houart, 1991[8]
- Pterynotus elongatus (Lightfoot, 1786)[9]
- Pterynotus emilyae Espinosa, Ortea & Fernandez-Garcés, 2007[10]
- Pterynotus fernandezi Houart, 2000[11]
- Pterynotus flemingi Beu, 1967[12]
- Pterynotus fulgens Houart, 1988[13]
- Pterynotus gambiensis Reeve[14]
- Pterynotus guesti Harasewych & Jensen, 1979[15]
- Pterynotus havanensis Vokes, 1970[16]
- Pterynotus laurae Houart, 1997[17]
- Pterynotus leucas (Fischer in Locard, 1897)[18]
- Pterynotus levii Houart, 1988[19]
- Pterynotus lightbourni Harasewych & Jensen, 1979[20]
- Pterynotus loebbeckei (Kobelt, In Loebbecke & Kobelt, 1879)[21]
- Pterynotus marshalli Houart, 1989[22]
- Pterynotus martinetana (Röding, 1798)[23]
- Pterynotus miyokoae Kosuge, 1979[24]
- Pterynotus patagiatus (Hedley, 1912)[25]
- Pterynotus pellucidus (Reeve, 1845)[26]
- Pterynotus phaneus (Dall, 1889)[27]
- Pterynotus phyllopterus (Lamarck, 1822)[28]
- Pterynotus radwini Harasewych & Jensen, 1979[29]
- Pterynotus richeri Houart, 1986[30]
- Pterynotus rubidus Houart, 2001[31]
- Pterynotus stenostoma Houart, 1991[32]
- Pterynotus tripterus [33]: đồng nghĩa của Pterymarchia triptera (Born, 1778)
- Pterynotus triquetor Born[34]: đồng nghĩa của Naquetia triqueter (Born, 1778)
- Pterynotus vespertillo (Kuroda in Kira, 1959)[35]
- Pterynotus xenos Harasewych, 1982[36]

## Hình ảnh

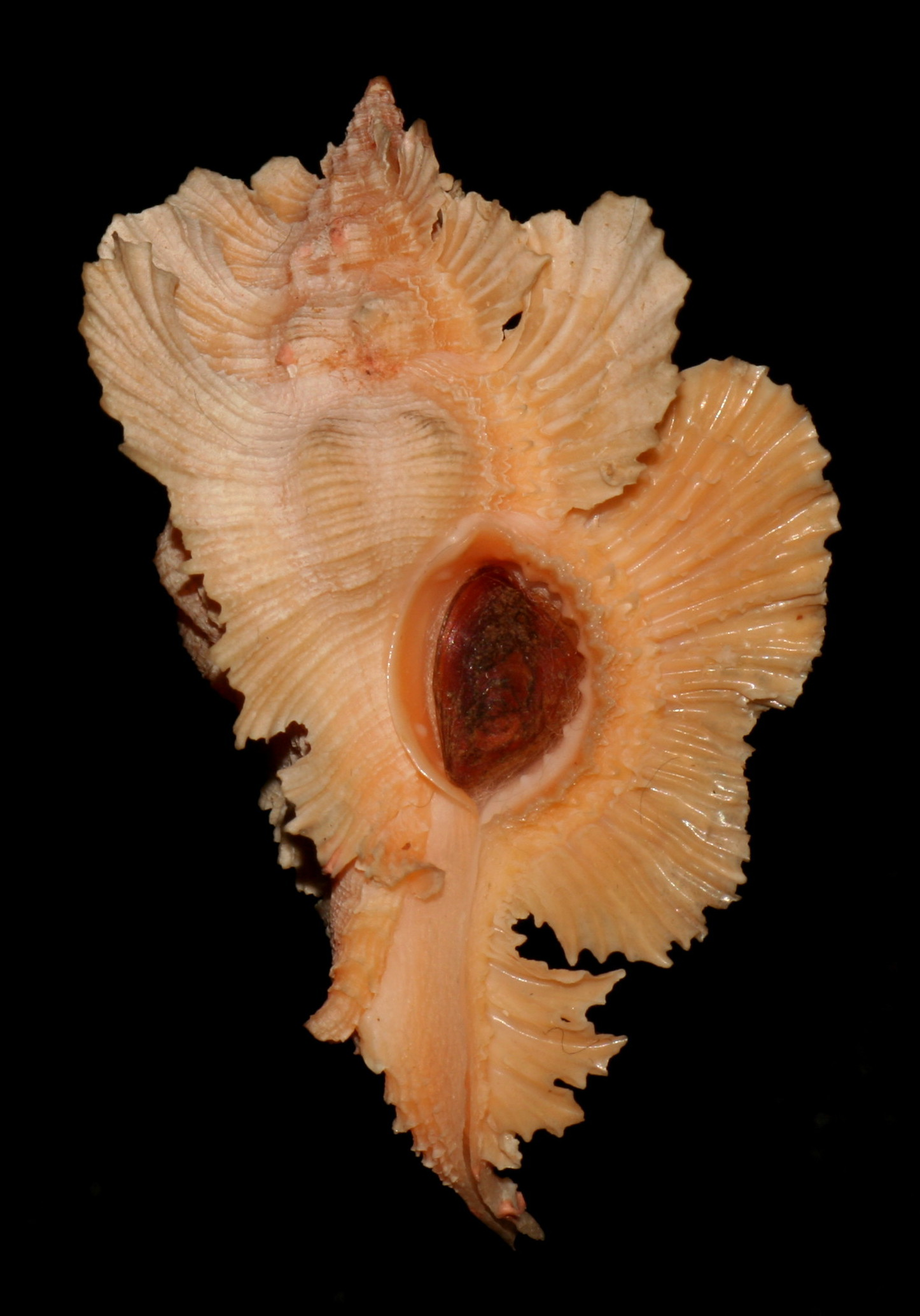